# Maria Gutmann
Maria Adele Gutmann, auch Maria Guttmann, Maria Hershman, Maria Horch, (* 11. Juni 1889 in Graz, Österreich; † 19. Februar 1963 in Zürich, Schweiz) war eine österreichische Bühnenschauspielerin, Regisseurin, Dramaturgin und Theaterleiterin, eine der wenigen Theatermacherinnen im deutschsprachigen Raum der Zwischenkriegszeit. 

## Leben

### Die frühen Jahre in Österreich
Maria Adele Gutmann begann 1908 ihre Theaterlaufbahn als Schauspielerin im heimatlichen Graz. Ihre künstlerisch bedeutendsten Jahre erlebte sie in der Zwischenkriegszeit am Deutschen Volkstheater und am Raimundtheater ihrer Heimatstadt Wien. Ihr erstes nachweisbares Engagement am Deutschen Volkstheater trat sie im Juni 1922 an der Seite Alexander Moissis in Leo Tolstois Der lebende Leichnam an. In der Folgezeit war sie unter anderem Partnerin Albert Bassermanns in König Lear und Emil Jannings’ in Fuhrmann Henschel, wirkte aber auch in zeitgenössischen Stücken wie in Christa Winsloes Drama Gestern und heute mit, wo sie als gestrenge, unnachgiebig Zucht und Ordnung als oberste Prinzipien preisende Direktorin einer preußischen Mädchenlehranstalt brillierte.
Maria Gutmann gehörte zu den wenigen Frauen, die zu dieser Zeit auch Regie führen durfte. In diesem Fach gab sie ihren Einstand 1929 mit dem sozialkritischen Stück Revolte im Erziehungshaus. In der Spielzeit 1932/33 trat sie auch als Oberspielleiterin der Märchenvorstellungen am Deutschen Volkstheater in Erscheinung und inszenierte unter anderem Erich Kästners Emil und die Detektive. Maria Gutmann blieb bis November 1935 am Deutschen Volkstheater tätig und wirkte bis dahin in 28 Stücken mit. Die der politischen Linken zuzurechnende Künstlerin engagierte sich darüber hinaus für die Sozialdemokratische Kunststelle Wiens, die wiederum die von ihr geleitete Studiobühne – Die junge Bühne unterstützte. Mit dieser Spielstätte wollte Maria Gutmann gesellschaftlich relevantes, sozial engagiertes Theater (Stücke wie Bertolt Brechts Die Mutter und Die Matrosen von Cattaro von Friedrich Wolf) für eine Arbeiterschaft auf die Beine stellen, die dem klassischen Kulturbetrieb bislang eher ferngeblieben war. Die Studiobühne galt zugleich als Talentschmiede für junge Nachwuchskünstler. Zuletzt, in der Spielzeit 1937/38, war die Künstlerin im Dramaturgischen Büro des Theaters in der Josefstadt angestellt.

### Im amerikanischen Exil
Die Annexion Österreichs im März 1938 veranlasste Maria Gutmann augenblicklich zur Emigration. In Frankreich fand sie ein vorübergehendes Exil, dort ist sie im November 1938 als Angestellte der Radio Cité in Paris nachweisbar. Der Aufbau vermeldete, dass Maria Gutmann zum Jahresende 1940 in Kuba eingetroffen sei, mit der Absicht, nach Hollywood zu gehen. Tatsächlich ließ sie sich aber in New York nieder. Dort nannte sie sich nunmehr Maria Hershman und leitete fortan das Young People’s Theater, ein Theater-Workshop. Im Herbst 1945 heiratete sie dort den Autoren Franz Horch. Das Ehepaar betrieb gemeinsam die von Horch aufgebaute Literaturagentur und betreute Autoren von Weltformat wie Franz Werfel, Thomas Mann und Upton Sinclair. Am 8. April 1946 erhielt Maria Horch die US-amerikanische Staatsbürgerschaft. 1948 kehrte sie erstmals wieder nach Europa heim.  Nach dem Tode Horchs reiste sie immer wieder nach Europa zurück.
Maria Gutmann/Horch, die sich in späteren Jahren (auch in offiziellen Dokumenten) immer mal wieder um elf Jahre jünger gemacht hat, starb im Februar 1963 an einem Schlaganfall in der Zürcher Klinik Hirslanden.